# ОШ „8. октобар” Власотинце
Основна школа „8. октобар” смештена у строгом центру Власотинца. Поред матичне школе у Власотинцу, постоји и издвојено одељење у Конопници.
Први кораци у васпитању и образовању деце у овој школи започети су 1971. године. Од настанка до данас, школа је ношена младошћу знањем својих ђака, мењала свој лик. У школској 2015/16. години 920 ученика је похађало школу.

## Пројекат „Препознај, промовиши и прошири”
Основна школа „8. октобар” из Власотинца постала је део пројекта „Препознај, промовиши и прошири — 10 примера добрих школа у Србији” у организацији Завода за вредновање квалитета образовања и васпитања и института за психологију уз подршку UNICEF-ове канцеларије у Београду. Школа је изабрана за тај пројекат на основу више критеријума. Најважнији је, свакако, тај што је школа међу првима оцењена највишом оценом у екстерном вредновању рада школе, оценом четири. Саветници су кроз седам параметара оцењивали рад школе и у складу са резултатима у тих седам области оценила рад школе највишом оценом. Свакако да је на избор школе „8. октобар” утицао и велики број пројеката у којима школа учествује, опремљеност школе, активна настава, велики број манифестација и приредби и успеси на такмичењима.
У првом делу пројекта „препознај, промовиши и прошири — 10 примера добрих школа у Србији”, школу је посетила др Јелена Радишић, научни сарадник на Институту за педагошка истраживања, и разговарала са руководством школе, наставницима, психологом, родитељима и ученицима. Сврха разговора је била писање поглавља у књизи од десет школа које су примери добре праксе.
У студију „Како школе постају успешне” једно поглавље посвећено је њиховој школи. Врло исцрпно и похвално говори се о школи, ентузијазму и труду наставника, организационим способностима руководилаца и вредним и успешним ученицима.
Током година Основна школа „8. октобар” успела је да креира атмосферу унутар својих зидина у којој се сви ученици осећају пријатно, доживљавајући школу као свој дом. Великим бројем секција, ваннаставних активности, али и квалитетом наставе успева да привуче генерације ђака, који се у своју школу радо цео живот враћају.

## Школска слава
Школска слава Свети Сава обележава се бројним активностима. Награђују се најуспешнији ученици на светосавском конкурсу и уручују се захвалнице добротворима школе. Резању колача присуствује домаћин славе са својом породицом. Тада се одржава литерарно-ликовни конкурс поводом Светог Саве.

## Ученици на републичким такмичењима
Ученици Основне школе „8. октобар” остварују сјајне резултате на свим нивоима такмичења, од општинских, преко окружних и пласмана значајног броја ученика на државна такмичења. У школској 2015/16. години осамнаесторо ученика остварило је пласман на републичка такмичења. Четири ученице, учествовале су на републичком такмичењу Књижевна олимпијада у Сремским Карловцима. Своје предводнице школа је имала и на такмичењу из француског језика, одржаном у Београду. Троје ученика учествовало је на такмичењу из Техничког и информатичког образовања. На државном такмичењу из историје у Крупњу учествовало је троје ученика. На републичком такмичењу из биологије у Новом Саду, учествовале су четири ученице. На републичком такмичењу из атлетике, у дисциплини на 600 метара учествовала је једна ученица.

## Прослава Дана школе
У основној школи „8. октобар” из Власотинца прослављем је Дан школе. Присутне је, најпре, поздравила директорка школе Светлана Коцић. Приредбу су припремили Биљана Милошевић, руководилац рецитаторске секције, Бојан Ценић, професор музичке културе и Гордана Лепојевић, руководилац фолклорне секције. Прослави су присуствовали ученици, родитељи, наставници, председник општине Власотинце Зоран Тодоровић, представници локалне самоуправе, основих и средњих школа, директор библиотеке и Културног центра и представници Савета родитеља и Школског одбора. Током прославе уручене су награде учесницима литерарног и ликовног конкурса, као и ласкаво признање Најчиталац. Награду за резултате током школовања добили су и Тања милошевић, ученица генерације и Предраг Милошевић, спортиста генерације.

## Часови за углед
Наставници ове школе препознатљиви су по активној и интерактивној настави. Признања за свој рад добили су учествујући на републичким конкурсима на којима су себе, своју креативност и иновативност, а свакако и школу представили на најбоњи могући начин.
Владимир Петковић, професор географије, освојио је 3. место на конкурсу „Дигитални час” за припрему наставне јединице „Мултимедијална Швајцарска за све”.
Професорка српског језика Ивана Цекић узела је учешће на конкурсу „Час за углед”, издавачке куће „Едука”. Њена припрема угледног часа „Сумњиво лице” изабрана је међу стотинама пристиглих радова и нашла се у зборнику поменуте издавачке куће.

## Чуда су свуда
Основна школа „8. октобар” из Власотинца једна је од ретких школа Југоисточне Србије која је имала ту част да се представи публици на Деветом интернационалном фестивалу науке, који је одржан у Београду од 3. до 6. септембра 2015. Посетиоци сајма су од феноменалних ученика ове школи могли да сазнају све о Паскаловом троуглу и увере се да мистериозна Паскалова расподела заиста постоји. Десетине хиљада посетилаца је са одушевљењем посматрало и акотивно учествовало у чаролијама, које су на сајму презентовали ученици осмог разреда: Вељко Јанковић, Мартина Митов и Сретен Стевановић, предвођени својим наставницима физике и математике Драганом Голубовићем и Душаном Валчићем.
Потврда да је Основна школа „8. октобар” на правом путу ка квалитетнијем образовању младих и мотивацији да се баве науком јесу бројне похвале угледних људи из света науке.
Својим понашањем и знањем, ученици и наставници су, на најбољи могући начин, репрезентовали школу, град и општину, и обезбедили лидерску позицију у ширем региону.

## Новогодишњи карневал и маскенбал
У Основној школи „8. октобар” традиционално се организују Новогодишњи карневал и Бал под маскама. У Карневалу улицама града, који је одржан 29. децембра, учествовали су ученици до 4. разреда. Поворку су предводили Деда Мраз, Стара година и Нова година. Грађани су имали прилике да виде веома креативне, инспиративне и лепе маске. Било је Принцеза, Деда Мразова и Бака Мразица, Вештица, Спајдермена, Кловнова, Алиса у земљи чуда итд.

## Мостови међу генерацијама
У оквиру Дечје недеље, чланови Ученичког парламента Основне школе „8. октобар”, заједно са руководиоцима Јеленом Ђокић и Драганом Стошић, организовали су традиционалну акцију „Мостови међу генерацијама”. Ученици су посетили пензионере и некадашње раднике школе и разговарали са њима о школи некада, када су они били радници и школи сада, када су парламентарци ученици ове школе. Ученици су посетили Наду Ђокић, наставницу српског језика, Миомира Даскаловића, наставника музичке културе и учитеље Јорданку и Предрага Станковић и Босану Живковић. Циљ акције је повезивање генерација, а ова врста везе је доказ да се наставници и учитељи никад не заборављају.

## Ускршње радости
И ове године у сколском дворишту реализоване су ускршње активности: фарбање јаја, бирање најлепших јаја као и такмичење најјачих јаја.

## Пријем првака — игре без граница
Ученици старијих разреда припремили су пригодан програм за будуће другаре.
Основна школа „8. октобар” је од добре и успешне, постајала успешнија, садржајнија, богатија. Препознатљива је по добрим резултатима и постигнућима ученика у школским и ваншколским активностима, на такмичењима, завршном испиту и наставку школовања. Постала је отворена школа за све педагошке изазове, школа у којој су савремена образовна технологија и различити облици и начини рада постали стварност и основа за доследно остваривање циљева и задатака основног образовања и васпитања.
Више година је била едукативни центар Активне наставе — учења и што је 2005. године добила изузетно признање да представља тадашњу држану заједницу SCG на 5. Међународном дечјем фестивалу у Украјини.